# Grups de Defensa de la Llengua
Grups de Defensa de la Llengua (GDL) fou una organització d'activisme lingüístic i cultural català lligat a l'independentisme català, creada el 1982. Pretenia donar una resposta més compromesa en l'ús públic del català que la que, segons ells donava la Crida a la Solidaritat, ja que es comprometien més en la lluita política i les mobilitzacions independentistes. El nucli inicial era format per mestres i professors d'universitat com Enric Larreula, Blanca Serra i Puig, Carles Castellanos i Llorenç, Rafael Castellanos i Llorenç, Jordi Solé i Camardons, Josep Maria Nadal, Enric Montaner, Josepa Huguet, Josep Inglès, Montserrat Cassanyes, Maria Conca, Antoni Ibàñez, Francesc Moll i Montserrat Bayà. L'àrea d'influència inicial dels GDL fou el conjunt dels Països Catalans, amb nuclis especialment dinàmics al Barcelonès, el Vallès, Garraf-Penedès, Segarra-Urgell-Segrià i l'Horta de València.
Alguns dels seus membres van redactar el 1979 un manifest anomenat Una nació sense estat, un poble sense llengua, conegut també com a Manifest d'Els Marges, que era un crit d'alerta davant la política lingüística d'aleshores i els perills de desaparició del català. Molts dels seus membres s'acabaren integrant en el Moviment de Defensa de la Terra i cap al 1993 havia desaparegut. El seu testimoni fou aplegat per altres organitzacions com Llengua Nacional, Plataforma per la Llengua i la CAL (Coordinadora d'Associacions per la Llengua).